# Gaspeíta
La gaspeíta es un mineral de la clase conocida como de los minerales carbonatos y nitratos, y dentro de ésta pertenece al llamado grupo de la calcita. Un sinónimo poco usado es el de allura.
Fue descrito por los mineralogistas Kohls & Rodda en 1966 y nombrada por la localidad donde se descubrió por primera vez, en la península de Gaspesia, en la región de Quebec (Canadá).

## Características químicas
Es un carbonato de níquel puro según la Asociación Mineralógica internacional, aunque es tan común la presencia de impurezas de hierro y magnesio que en muchas clasificaciones antiguas aparece aún como carbonato de estos tres metales.
Forma una serie de solución sólida con la magnesita (MgCO3), en la cual la sustitución gradual del níquel por magnesio va dando los distintos minerales de la serie.

## Hábito
Se observa con frecuencia como agregados de cristales romboédricos verdes brillantes de hasta 0,6 mm; suele estar en concreciones nodulares, comúnmente en forma masiva compacta.

## Formación y yacimientos
Este mineral raro se forma por la oxidación secundaria de rocas enriquecidas en níquel, normalmente junto a minerales sulfuros de níquel en filones sometidos a metamorfismo. En Sudáfrica se ha encontrado formado a partir de la oxidación de antiguos meteoritos de níquel.
Suele encontrarse asociado a otros minerales como: espinela, minerales del grupo de la serpentina, magnesita, dolomita o annabergita.